# Roberta Marquez
Roberta Marquez Barbosa (Rio de Janeiro, 1977) é uma premiada bailarina brasileira, foi primeira-bailarina do Royal Ballet de Londres entre 2004 a 2015.
Dona de "emoção e técnica impecável", foi a primeira bailarina brasileira desde Márcia Haydée a integrar o corpo de baile de uma grande companhia europeia, como uma das principais do Royal Ballet; na opinião da coreógrafa Dalal Achcar, em 2004 quando de sua transferência para a Inglaterra, “Ela é capaz de passar ao público exatamente o que a obra quer transmitir”.

## Biografia
Filha da peruana Antonieta Márquez, estudou num colégio em Jacarepaguá e sua mãe a levava ao centro a fim de ter aulas desde pequena; em seu depoimento: “Ela almoçava no carro, era muito sacrifício. Tinha uma hora e meia de aula e quatro horas diárias de ensaio. Depois, só pensava em voltar para casa e relaxar."
Formada pela Escola Estadual de Dança Maria Olenewa, Marquez ingressou em 1994 no corpo do Ballet do Theatro Municipal do Rio de Janeiro. Em 1997, entretanto, desanimou com a profissão, pensando mesmo em desistir da atividade mantendo-a apenas como um hobby, sendo demovida pelo então namorado, o bailarino Arionel Vargas que, mais tarde, declarou que “Ela não tinha noção do quanto era boa, melhor até que bailarinas de nível internacional”.
Em 2001 foi considerada a melhor bailarina do ano, no Rio de Janeiro; no mesmo ano, fazendo par com Thiago Soares, foi premiada como "Melhor Casal" pelo Concurso Internacional de Balé de Moscou. Convidada então pela bailarina Natália Makarova a dançar La Bayadère, seu desempenho impressionou de tal forma que sua carreira pode ser dividida em dois momentos: antes e depois dessa performance; ela declarou sobre isso: “Na época as pessoas não acreditavam e diziam que eu tinha ficado enorme no palco”.

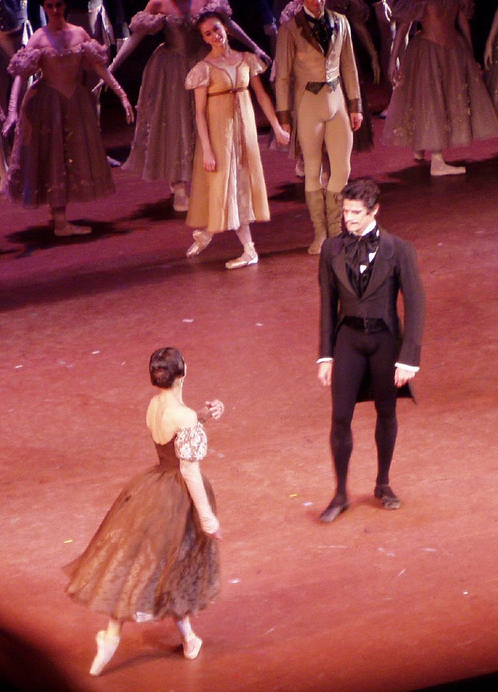
Com Thiago Soares, dançando Onegin.

Em 2002 foi promovida a principal bailarina do Municipal, e se casou com o namorado Arionel Vargas. A cerimônia foi até então inédita: a primeira realizada em pleno palco do Thetro Municipal do Rio.
Já em 2003 ela atuou mais no Royal Ballet do que no Municipal até que, no ano seguinte, foi finalmente convidada para ser uma das oito principais daquela companhia; na ocasião Marquez declarou: “É inédito na história do balé brasileiro uma bailarina sair direto do Theatro Municipal do Rio de Janeiro para ser uma estrela no Exterior”. Nesta companhia protagonizou apresentações como Giselle, Manon, Cinderella, Nikiya (em La Bayadère, Lise (La Fille mal gardée), Fada Açucarada (O Quebra-Nozes), Odete/Odile (O Lago dos Cisnes), entre muitos outros; na temporada 2016-2017 ela voltou ao Royal Ballet, como bailarina convidada, protagonizando o La Fille mal gardée. Na ocasião ela pesava 43 quilos, com 1,56 m de altura; sobre a situação do balé no Brasil ela comparou com aquela apresentada pela companhia britânica, onde bailarinos possuem sala para fisioterapia, outra para a prática de Pilates, e se apresentam durante todo o ano, em temporadas longas, ao passo que no país "a gente dança de três em três meses."
Sua estreia no Royal Ballet se deu em setembro de 2004, com o balé "The Two Pigeons", na Opera de Paris, e em Londres a primeira apresentação foi no dia 27 de outubro do mesmo ano com "A Wedding Bouquet". Teve participações em outras importantes companhias, como o American Ballet Theatre.
Em 2012 voltou a se casar, desta feita com o primeiro bailarino do English National Ballet, o cubano Arionel Vargas; a cerimônia ocorreu no Rio de Janeiro.